# Іполіт Скімборович
Іполіт Скімборович (1815 в Житомирі, помер 30 липня 1880) — письменник, журналіст, редактор кількох журналів і куратор Музею старожитностей  Університету Варшавського.

## Біографія
Він зібрав багато пам'ятних предметів із масонства минулого Варшави, він залишив у рукописі матеріали для історії польського масонства, а також колекції документів, значків, декорацій та масонських костюмів. Він був одним із авторів статей для 28-томника Універсальної енциклопедії Оргельбранда з 1859-1868. Його ім'я згадується в першому томі 1859 року у списку авторів змісту цієї енциклопедії.

## Книги
- Романи
- Конашевич у Білограді: трагедія, спочатку написана польською мовою з історії України
- Література для молоді обох статей від зразкових польських письменників
- Магдалина (Ніна), уроджена Żółtowska Łuszczewska та її салон: посмертна пам'ять
- Коротка історія про життя і творчість Шиллера: опублікована до річниці з дня народження, відзначається у Варшаві в 1859 році
- Пам'ять про життя св. Пан Єнджей Снядецький
- Життя і творчість Яна Гевелюша Гданьського
- Життя, смерть і навчання Якоба Юзефа Франка: із сучасних та античних джерел
- Коротка інформація про життя і творчість Шиллера …
- Музичні пісні
- Шмід: Романи
- Посібник для відвідувачів Ченстохови
- Вілланув: альбом: колекція виглядів та сувенірів, а також копії картин галереї Віллановської, зроблених на дереві в Джеворітті Варшавській з додаванням описів, видалених Х. Скімборовичем та В. Герсоном
- Ф. Р. Шатобріан: Атала
- Микола Коперник, поляк